# Lijst van afleveringen van Agents of S.H.I.E.L.D.
Dit is een lijst van afleveringen van Agents of S.H.I.E.L.D., een Amerikaanse televisieserie. De serie telt zeven seizoenen. Een overzicht van afleveringen is hieronder te vinden.

## Seizoenoverzicht
| Seizoen | Afleveringen | Originele uitzendingen | Originele uitzendingen |
| Seizoen | Afleveringen | Seizoenspremière       | Seizoensfinale         |
| ------- | ------------ | ---------------------- | ---------------------- |
| 1       | 22           | 24 september 2013      | 13 mei 2014            |
| 2       | 22           | 23 september 2014      | 19 mei 2015            |
| 3       | 22           | 29 september 2015      | 17 mei 2016            |
| 4       | 22           | 20 september 2016      | 16 mei 2017            |
| 5       | 22           | 1 december 2017        | 18 mei 2018            |
| 6       | 13           | 10 mei 2019            | 2 augustus 2019        |
| 7       | 13           | 27 mei 2020            | 12 augustus 2020       |

## Seizoen 1
| Nr. | Aflevering | Titel                          | Regisseur       | Schrijver(s)                                 | Datum uitzending  | Datum uitzending |
| --- | ---------- | ------------------------------ | --------------- | -------------------------------------------- | ----------------- | ---------------- |
| 1 | 1          | Pilot                          | Joss Whedon     | Joss Whedon, Jed Whedon, Maurissa Tancharoen | 24 september 2013 | 5 januari 2014   |
| Naar aanleiding van de gebeurtenissen uit The Avengers krijgt Phil Coulson, die nog in leven blijkt te zijn, opdracht een team samen te stellen. De eerste opdracht van dit team is Mike Peterson, een man met superkrachten, te onderzoeken. Skye, een vrouw die lid is van De Rising Tide, waarschuwt Peterson voor het S.H.I.E.L.D.-team, maar hij weigert haar hulp. Skye wordt gevangen door Coulson en ondervraagd. Het blijkt dat Peterson zijn krachten krijgt van een serum horende bij het Project Centipede, dat hij gekregen heeft van een onbekende organisatie. Peterson, nu een voortvluchtige, neemt Skye gevangen, maar het S.H.I.E.L.D.-team kan hem overmeesteren. Coulson biedt Skye een plaats aan bij zijn team. |            |                                |                 |                                              |                   |                  |
| 2 | 2          | 0-8-4                          | David Straiton  | Maurissa Tancharoen, Jed Whedon, Jeffrey Bel | 1 oktober 2013    | 5 januari 2014   |
| De volgende missie van Coulsons team is in Peru, waar ze een voorwerp dat enkel bekendstaat als een “0-8-4” moeten opsporen. Het blijkt te gaan om een oud HYDRA-wapen. Coulson ontmoet zijn oude collega Camilla Reyes en brengt haar team ook aan boord van zijn vliegtuig. Ze verraadt Coulson echter en smeedt plannen het wapen voor zichzelf te stelen om een groep rebellen mee te vermoorden. Coulsons team verslaat Reyes mannen. Skye laat ondertussen de Rising Tide weten geïnfiltreerd te zijn in Coulsons team. Coulson krijgt van Nick Fury te horen dat Skye gevaarlijk is. |            |                                |                 |                                              |                   |                  |
| 3 | 3          | The Asset                      | Milan Cheylov   | Jed Whedon, Maurissa Tancharoen              | 8 oktober 2013    | 12 januari 2014  |
| Dr. Franklin Hall, een medewerker van S.H.I.E.L.D., wordt ontvoerd door zijn voormalige zakenpartner Ian Quinn, hoofd van Quinn Worldwide. Hij wil dat Hall voor hem een generator bouwt die middels een substantie genaamd "gravitonium" de controle over de zwaartekracht kan krijgen. Skye biedt zich aan als vrijwilliger om te infiltreren in Quinns landhuis op Malta, zodat Coulson en Ward Hall kunnen redden. Hall werkt ondertussen in het geheim aan zijn eigen plannen. Hij wil de generator vernietigen, ondanks dat hij hiermee miljoenen levens zal riskeren. Uiteindelijk is Coulson gedwongen om Hall hardhandig te stoppen, waarbij Hall in de gravitonium valt. De gravitionium wordt nadien door S.H.I.E.L.D. opgeborgen, maar Hall blijkt op een of andere manier nog in leven te zijn binnen de substantie. |            |                                |                 |                                              |                   |                  |
| 4 | 4          | Eye Spy                        | Roxann Dawson   | Jeffrey Bell                                 | 15 oktober 2013   | 19 januari 2014  |
| Coulson en zijn team onderzoeken een reeks diamantdiefstallen. De dief blijkt een oude bekende van hen te zijn, Akela Amador. Ze wordt echter tot haar daden gedwongen door een opdrachtgever die een kunstmatig, met explosieven geladen oog bij haar heeft aangebracht, wat hij elk moment kan doen exploderen. Het team probeert een manier te vinden om het oog onschadelijk te maken, terwijl Ward Amandors missie overneemt om haar opdrachtgever op een dwaalspoor te zetten. Ward slaagt in zijn opdracht en vindt tevens een mysterieus diagram. Coulson spoort Amadors opdrachtgever op, maar die blijkt zelf ook een bom-oog te hebben en wordt door een nog onbekende derde persoon uitgeschakeld. |            |                                |                 |                                              |                   |                  |
| 5 | 5          | Girl in the Flower Dress       | Jesse Bochco    | Brent Fletcher                               | 22 oktober 2013   | 26 januari 2014  |
| Chan Ho Yin, een Chinese straatartiest met pyrokinetische krachten, wordt ontvoerd door een vrouw genaamd Raina. Zij en haar team willen hem gebruiken om het Extremis serum (uit Iron Man 3) verder te perfectioneren. Door de testen nemen zijn krachten fors toe, maar Chan wordt er ook gewelddadiger door. Skye onthult dat ze een hacker kent, Miles, die mogelijk Chan kan helpen opsporen. Chan wordt gevonden in Hong Kong, maar is al te ver heen om nog gered te worden. Coulson en zijn team moeten hem uit zelfverdediging doden. Tijdens een ondervraging later onthult Skye dat ze lid werd van de Rising Tide en S.H.I.E.L.D. om haar biologische ouders te vinden. Raina bezoekt Edison Po in in zijn cel en geeft hem opdracht om “De Helderziende” in te lichten over hun resultaten. |            |                                |                 |                                              |                   |                  |
| 6 | 6          | FZZT                           | Vincent Misiano | Paul Zbyszewski                              | 5 november 2013   | 2 februari 2014  |
| er vinden een reeks vreemde sterfgevallen plaats, waarbij mensen door een plotselinge elektrische schok sterven en hun lijken vervolgens blijven zweven. Aanvankelijk wordt gedacht aan een aanslag, maar uiteindelijk blijkt het te gaan om een buitenaards virus, naar de aarde gebracht door de Chitauri tijdens de invasie van New York (te zien in The Avengers). Agent Simmons raakt geïnfecteerd, waarna zij en Fitz een tegengif proberen te vinden. Coulson krijgt opdracht Simmons op te offeren, maar weigert dit. Wanneer de tijd dringt en al haar pogingen lijken te falen, probeert Simmons zelfmoord te plegen. Ward kan dit voorkomen en geeft haar het tegengif, dat toch blijkt te werken. Coulson wordt ondertussen geplaagd door herinneringen aan zijn wederopstanding uit de dood, en gaat op zoek naar antwoorden. |            |                                |                 |                                              |                   |                  |
| 7 | 7          | The Hub                        | Bobby Roth      | Rafe Judkins, Lauren LeFranc                 | 12 november 2013  | 9 februari 2014  |
| het team bezoekt een S.H.I.E.L.D.-basis genaamd The Hub en krijgt van agent Victoria Hand opdracht om in Zuid-Ossetië een wapen genaamd "the Overkill" uit te schakelen. Ward en Fitz zullen dit gaan doen. Skye en Simmons krijgen echter niks over de missie te horen daar hun lagere rang dit niet toestaat. Ze proberen zelf antwoorden te vinden, waarbij Skye ontdekt dat er geen back-up plan is en Ward en Fitz aan hun lot zullen worden overgelaten als de missie onverwacht mislukt. Ze informeert Coulson hierover. Na overleg met Hand komen Coulson en zijn team Ward en Fitz te hulp. Overkill wordt met succes gestopt. Ondertussen ontdekt Coulson dat Skye vroeger door een agent van S.H.I.E.L.D. naar het weeshuis gebracht is. |            |                                |                 |                                              |                   |                  |
| 8 | 8          | The Well                       | Jonathan Frakes | Monica Owusu-Breen                           | 19 november 2013  | 16 februari 2014 |
| Coulsons team helpt met het opruimen van de schade in Londen als gevolg van Thors gevecht met Malekith (te zien in Thor: The Dark World). Tijdens de missie ontdekken ze het bestaan van een Asgaridaans wapen genaamd de Berserker Staff, welke in drie losse stukken op aarde verborgen is en de bezitter bovenmenselijke kracht en razernij geeft. Een Noorse groepering geleid door Jakob Nystrom zit echter ook achter de staf aan. Coulsons team krijgt hulp van een professor genaamd Elliot Randolph, die later niemand minder blijkt de zijn dan de originele eigenaar van de staf. Hij is op aarde blijven wonen omdat hij Asgard zat was. Ward krijgt een stuk van de staf in handen, welke bij hem nare herinneringen aan zijn jeugd losmaakt. Uiteindelijk worden alle drie de delen opgespoord en weer herenigd, waarna May en Ward Nystrom en zijn team verslaan. |            |                                |                 |                                              |                   |                  |
| 9 | 9          | Repairs                        | Billy Gierhart  | Maurissa Tancharoen, Jed Whedon              | 26 november 2013  | 23 februari 2014 |
| Hannah Hutchins, een vrouw die als veiligheidsinspectrice werkt voor StatiCorp, krijgt de schuld van een reeks mysterieuze gebeurtenissen, zoals explosies en voorwerpen die plots gaan zweven telkens als zij in de buurt is. Wanneer Coulson en zijn team haar meenemen voor onderzoek, dwingt een nieuw incident hen om te landen in onbewoond gebied. Daar wordt de ware oorzaak duidelijk; alle ‘telekinetische’ gebeurtenissen zijn niet het werk van Hannah, maar van Tobias Ford, een man die als monteur voor StatiCorp werkte aan een deeltjesversneller, maar toen deze ontplofte vast is komen te zitten tussen aarde en een andere wereld. Hij heeft geen kwaad in de zin maar wilde Hannah enkel beschermen. May weet hem te verslaan en overtuigt hem Hannah met rust te laten. Tobias verdwijnt naar een onbekende locatie. |            |                                |                 |                                              |                   |                  |
| 10 | 10         | The Bridge                     | Holly Dale      | Shalisha Francis                             | 10 december 2013  | 2 maart 2014     |
| Mike Peterson, nu in dienst van S.H.I.E.L.D., wordt door Coulson erbij gehaald wanneer een groep supersoldaten gemaakt door Raina Edison Po helpen ontsnappen uit de gevangenis. Wanneer blijkt dat Peterson nog steeds superkrachten heeft ondanks dat hij al een tijd geen serum meer heeft gehad, beseft Raina dat hij de sleutel is tot de volgende fase van hun plan. Ondertussen houden May en Coulson nog altijd informatie over Skye’s ouders voor haar achter. Raina en Edison ontvoeren Petersons zoon Ace en stellen een ruil voor. Coulson begeleidt Peterson naar de plaats van de overdracht, maar daar blijkt dat Peterson niet Raina’s doelwit is; ze wil Coulson. Raina vertrekt met Coulson als haar gevangene en Peterson wordt klaarblijkelijk gedood in een explosie. |            |                                |                 |                                              |                   |                  |
| 11 | 11         | The Magical Place              | Kevin Hooks     | Paul Zbyszewski, Brent Fletcher              | 07 januari 2014   | 9 maart 2014     |
| Raina wilde Coulson omdat ze wil weten hoe hij uit de dood kon opstaan; het enige dat ze nog nodig heeft voor haar supersoldaten. Ze weet Coulson over te halen haar zijn geheugen op te laten frissen. Coulson ontdekt zodoende dat hij nooit op Tahiti geweest is voor zijn herstel, zoals hij altijd dacht, en dat zijn wederopstanding een erg nare ervaring voor hem was. Victoria Hand neemt ondertussen de leiding over de zoektocht naar Coulson. Skye wordt uit het team gezet, en gaat eigenhandig op zoek, met succes. Coulson wordt gevonden en Raina gearresteerd. Nadien zoekt hij de arts Dr. Streiten op, die onthult dat Coulson dagenlang dood was voordat hij weer tot leven gebracht werd. Tegelijkertijd blijkt Mike Peterson nog te leven, en door De Helderziende te zijn uitgerust met een explosief, elektronisch oog. |            |                                |                 |                                              |                   |                  |
| 12 | 12         | Seeds                          | Kenneth Fink    | Monica Owusu-Breen, Jed Whedon               | 14 januari 2014   | 16 maart 2014    |
| Op de S.H.I.E.L.D.-academie onderzoeken Ward, Fit, Skye z en Simmons een reeks aanslagen op studenten, gepleegd met een ijsmachine. Een van de recente slachtoffers is Donnie Gill, maar hij kan tijdig gered worden. Fitz trekt nadien veel met Donnie op, en helpt hem met het maken van een nieuwe krachtbron. Hij ontdekt echter ook dat Donnie zelf achter de aanslagen zat. Ondertussen bezoeken Coulson en May in Mexico een oud-agent genaamd Richard Lumley, die hen vertelt dat 24 jaar geleden hij betrokken was bij een incident met Skye. |            |                                |                 |                                              |                   |                  |
| 13 | 13         | T.R.A.C.K.S.                   | Paul Edwards    | Lauren LeFranc, Rafe Judkins                 | 4 februari 2014   | 23 maart 2014    |
| In een poging De Helderziende te vinden, gaat Coulsons team undercover op een trein waarmee een pakje van Cybertek Inc. Security Group wordt vervoerd naar Ian Quinn. Ze worden echter ontdekt omdat hun Italiaanse collega Luca Russo hen verraadt, waardoor Coulson en Ward de trein moeten ontvluchten. Fitz en Skye volgen het pakje naar Quinns landhuis. Mike Peterson blijkt daar ook te zijn, volledig in de macht van De Helderziende. Het pakje is een hightech beenprothese ter vervanging van het been dat Peterson verloor bij de explosie. S.H.I.E.L.D. bestormt het landhuis en neemt Quinn gevangen, maar Skye wordt neergeschoten en Peterson weet te ontsnappen. |            |                                |                 |                                              |                   |                  |
| 14 | 14         | T.A.H.I.T.I.                   | Bobby Roth      | Jeffrey Bell                                 | 4 maart 2014      | 30 maart 2014    |
| Skye blijkt dodelijk verwond, zonder kans op herstel. Coulson besluit zijn zoektocht naar wat hem uit de dood liet herrijzen te versnellen in de hoop dat dezelfde techniek nu Skye kan helpen. Het team krijgt versterking van agenten John Garrett en Antoine Triplett. Na te zijn ondervraagt bekend Quinn dat hij Skye neerschoot in opdracht van De Helderziende, omdat die ook wil weten hoe Coulson weer tot leven kon komen. Na wat speurwerk vindt het team een S.H.I.E.L.D.-basis genaamd “Guest House”, alwaar het geneesmiddel te vinden is. Coulson, Ward, Garrett, en Fitz dringen met geweld binnen en activeren zo een zelfvernietigingssysteem. Ze weten het geneesmiddel te vinden en naar Skye te brengen, waarna de hele basis ontploft. Coulson kan voor hij vertrekt nog snel een blik werpen in een kamer gemarkeerd met de titel "T.A.H.I.T.I.", alwaar hij de oorsprong van het geneesmiddel ziet; het lijk van een blauwe, humanoïde alien. Skye wordt met succes genezen, maar Coulson vreest voor haar en zijn eigen mentale gesteldheid nu hij de oorsprong van hun wederopstanding kent. Ondertussen, in Death Valley, arriveert de Asgardiaanse crimineel Lorelei op aarde. |            |                                |                 |                                              |                   |                  |
| 15 | 15         | Yes Men                        | John Terlesky   | Shalisha Francis                             | 11 maart 2014     | 6 april 2014     |
| Lorelei, die de kracht heeft om alle mannen tot haar slaaf te maken, begint een leger en rijkdom op te bouwen in de hoop de Aarde te veroveren. Lady Sif komt naar de aarde om Coulson en zijn team bij te staan in de strijd tegen haar. Tijdens een gevecht tussen S.H.I.E.L.D. en een door Lorelei ingelijfde motorbende wordt Ward door Lorelei ingepalmd en ontsnapt met haar. Lorelei vertrekt met hem naar Las Vegas, lokt het S.H.I.E.L.D.-team naar haar toe, en neemt vervolgens Coulsons vliegtuig over door ook Fitz in haar macht te nemen. May bevecht Lorelei terwijl Coulson en Simmons Sif, die door Fitz was opgesloten in de ondervragingsruimte van het vliegtuig, bevrijden. Sif schakelt Lorelei uit met een halsband die haar stem uitschakelt en zo haar controle over alle mannen verbreekt. Sif en Lorelei vertrekken terug naar Asgard. Die avond biecht Coulson aan Skye op dat hij de oorsprong kent van het geneesmiddel dat hen beiden gered heeft. May luistert het gesprek af en licht een onbekende opdrachtgever in dat Coulson de waarheid kent. |            |                                |                 |                                              |                   |                  |
| 16 | 16         | End of the Beginning           | Bobby Roth      | Paul Zbyszewski                              | 1 april 2014      | 13 april 2014    |
| Mike Peterson is nu geheel omgebouwd tot een cyborg genaamd Deathlok. Hij valt Garrett en Triplett aan. Enkele weken later wordt de jacht op De Helderziende verder uitgebreid. Het team stelt een lijst samen van potentiële verdachten, waaronder Thomas Nash; een catatonische man die beweert psychische krachten te hebben. Het feit dat Deathlok hem probeert te verdedigen versterkt dit vermoeden alleen maar. Nash wordt uiteindelijk opgespoord. Hij blijkt in een rolstoel te zitten en enkel nog via een computer te kunnen praten. Wanneer hij dreigt Skye om te zullen brengen, schiet Ward hem dood. Coulson twijfelt echter of Nash wel echt De Helderziende was. Ondertussen ontdekken Simmons en Fitz Mays geheime telefoonlijn. Skye onderzoekt de zaak en concludeert dat De Helderziende een agent van S.H.I.E.L.D. moet zijn, met toegang tot vrijwel alle files. Het team confronteert May met hun bevindingen, maar voor ze hen meer kan vertellen wordt het vliegtuig gekaapt door Victoria Hand en haar team. |            |                                |                 |                                              |                   |                  |
| 17 | 17         | Turn, Turn, Turn               | Vincent Misiano | Jed Whedon & Maurissa Tancharoen             | 8 april 2014      | 20 april 2014    |
| Garrets jet wordt neergeschoten door drones van S.H.I.E.L.D. en hij sluit zich ook bij Coulsons team aan. Het gekaapte vliegtuig vliegt automatisch naar De Hub. Simmons en Triplett doen onderzoek naar Skye’s bloed in de hoop meer te ontdekken over het buitenaardse geneesmiddel, maar hun onderzoek wordt verstoord wanneer S.H.I.E.L.D. wordt aangevallen door HYDRA (wat aansluit op de gebeurtenissen uit Captain America: The Winter Soldier). Wanneer het vliegtuig in De Hub arriveert, ontstaat tijdelijk grote verwarring omdat Victoria Hand en Coulson elkaar ervan verdenken in het geheim HYDRA-agenten te zijn. Het misverstand wordt echter opgelost en de ware Helderziende wordt ontmaskerd: Garret. Hij wordt gearresteerd en door Victoria Hands team afgevoerd naar een gevangenisinstallatie genaamd The Fridge. Onderweg onthult Ward echter ook een HYDRA-agent te zijn, doodt Hand, en bevrijdt Garret. |            |                                |                 |                                              |                   |                  |
| 18 | 18         | Providence                     | Milan Cheylov   | Brent Fletcher                               | 15 april 2014     | 27 april 2014    |
| Ward bevrijdt ook Raina. Samen met HYDRA bestormen ze The Fridge en roven alle hightech wapens en apparatuur daar weg. Raina bemachtigt een harddrive met daarop al het onderzoek van Simmons en Triplett, maar kan deze niet openen omdat Skye de harddrive beveiligd heeft. Ondertussen worden de agenten van Coulsons team opgejaagd door het leger, geleid door kolonel Glenn Talbot. Het team vlucht en Skye wist alle informatie over hen uit. Dankzij een set coördinaten achtergelaten door Nick Fury vindt het team een geheime S.H.I.E.L.D.-basis in Canada, gerund door Eric Koenig. Ward komt daar ook naartoe in een poging om van Skye het wachtwoord van de harddrive te bemachtigen. |            |                                |                 |                                              |                   |                  |
| 19 | 19         | The Only Light in the Darkness | Vincent Misiano | Monica Owusu-Breen                           | 22 april 2014     | 4 mei 2014       |
| Ward weet Koenigs leugendetector te doorstaan, waardoor niemand zijn banden met HYDRA vermoedt. Coulson, Fitz, Simmons en Triplett gaan op jacht naar Marcus Daniels, een man met superkrachten die het voorzien heeft op celliste Audrey Nathan, Coulsons voormalige geliefde. Ze weten hem uiteindelijk te verslaan door hem te overladen met energie waardoor hij explodeert. May verlaat ondertussen het team daar Coulson haar niet meer vertrouwt. Ward vermoordt Koenig en probeert Skye over te halen hem te helpen. Skye ontdekt Wards ware aard, maar moet dit gedwongen voor zich houden daar niemand haar momenteel kan helpen. Ward en Skye vertrekken met Coulsons vliegtuig, terwijl May op zoek gaat naar Maria Hill. |            |                                |                 |                                              |                   |                  |
| 20 | 20         | Nothing personal               | Billy Gierhart  | Paul Zbyszewski & DJ Doyle                   | 29 april 2014     | 11 mei 2014      |
| Wanneer Coulson en zijn team terugkeren in de basis, vinden ze de dode Koenig en een bericht van Skye dat Ward voor HYDRA werkt. Skye leidt Ward ondertussen naar een eetcafé en licht de politie in, maar voor ze kan ontsnappen wordt ze gevangen door Deathlok. Ward en Deathlok nemen haar mee in het vliegtuig, maar Coulson kan net voor opstijgen nog aan boord glippen. Skye ontsleutelt de harddrive, waarna ze door Coulson gered wordt. May vindt ondertussen bewijs dat Coulson voor zijn dood zelf de leiding had over Project T.A.H.I.T.I.; iets dat hij zich niet meer kan herinneren. |            |                                |                 |                                              |                   |                  |
| 21 | 21         | Ragtag                         | Roxann Dawson   | Jeffrey Bell                                 | 6 mei 2014        | 18 mei 2014      |
| Via een reeks flashbacks is te zien hoe Ward als tiener door Garrett uit de gevangenis werd gehaald en tot agent van HYDRA opgeleid. In het heden infiltreren Coulson en May bij Cybertek; het bedrijf waar Garrett, HYDRA en project Centipede allemaal mee verbonden zijn, in een poging een Trojaans paard dat Skye op de harddrive had achtergelaten te activeren. Ze vinden in het hoofdkantoor van Cybertek bewijs dat Garrett al sinds 1990 aan project Deathlok werkt, en dat Garrett zelf de eerste proefpersoon was. Hij is nu echter stervende en heeft het buitenaardse geneesmiddel nodig om te herstellen. Coulsons team vindt een HYDRA basis in Cuba, maar wordt daar door Garretts supersoldaten in een hinderlaag gelokt. Fitz en Simmons, die op eigen houtje achter Ward aan zijn gegaan, worden gevangen en boven zee uit het vliegtuig gegooid. Raina weet ondertussen het geneesmiddel te reproduceren dankzij de data op de harddrive, en geeft het aan Garrett. Het middel werkt, maar met onverwachte bijwerkingen. Ian Quinn maakt voorbereidingen om het Deathlok project te presenteren aan de Amerikaanse regering in de hoop een contract bij het leger te krijgen. |            |                                |                 |                                              |                   |                  |
| 22 | 22         | Beginning of the End           | David Straiton  | Maurissa Tancharoen & Jed Whedon             | 13 mei 2014       |                  |
| Quinns presentatie wordt ruw verstoord door Garrett, die door het geneesmiddel weliswaar is hersteld maar mentaal compleet de weg kwijt lijkt te zijn. Zo heeft hij plots de onweerstaanbare drang gekregen om een reeks van vreemde tekens uit te kerven in elk mogelijk oppervlak. Coulson en zijn team ontsnappen aan de supersoldaten en activeren het Trojaanse Paard. Fitz en Simmons worden uit zee gered door Nick Fury, maar Fitz is nauwelijks nog in leven. Eenmaal weer compleet begint het team de tegenaanval op Garrett. May verslaat Ward. De controlekamer van waaruit de supersoldaten, waaronder Mike Peterson/Deathlok, worden bestuurd, wordt onschadelijk gemaakt, en Skye red Mike Petersons zoon Ace zodat Garrett niks meer heeft om Peterson te dwingen mee te werken. Peterson keert zich prompt tegen Garrett en doodt hem. Daarna trekt hij de wereld in om naar eigen zeggen zijn slechte daden goed te maken. Nick Fury, die door de wereld nog altijd dood gewaand wordt, benoemt Coulson tot nieuwe directeur en geeft hem opdracht om S.H.I.E.L.D. nieuw leven in te blazen vanuit een nieuwe basis gerund door Billy Koenig. De aflevering eindigt met Raina die een bezoek brengt aan een met bloed bedekte man, aan wie ze vertelt dat ze zijn dochter Skye heeft gevonden. Ondertussen begint Coulson dezelfde mentale capaciteiten als Garrett te vertonen, en eveneens de vreemde tekens in een muur te kerven. |            |                                |                 |                                              |                   |                  |

## Seizoen 2
| Nr. | Aflevering | Titel                                 | Regisseur                                        | Schrijver(s)                                                    | Datum uitzending  |
| --- | ---------- | ------------------------------------- | ------------------------------------------------ | --------------------------------------------------------------- | ----------------- |
| 23 | 1          | Shadows                               | Vincent Misiano                                  | Joss Whedon, Maurissa Tancharoen                                | 23 september 2014 |
| In 1945 dringt een SSR team, geleid door Peggy Carter, de laatste basis van HYDRA binnen, waarbij HYDRA-leider Daniel Whitehall gevangengenomen wordt. Ook worden een mysterieuze obelisk en een blauw lijk in beslag genomen. In het heden krijgt het S.H.I.E.L.D.-team te maken met Carl Creel, die achter de obelisk aanzit. Om hun kansen tegen Creel en HYDRA te vergroten, steelt het team in beslag genomen wapens en een jet. Agent Hartley bemachtigt de Obelisk, maar het voorwerp begint haar langzaam te verstenen. Creel overvalt het S.H.I.E.L.D.-team en steelt de obelisk terug. Zijn opdrachtgever blijkt Whitehall te zijn, die geen dag verouderd lijkt sinds 1945. |            |                                       |                                                  |                                                                 |                   |
| 24 | 2          | Heavy Is the Head                     | Jesse Bochco                                     | Paul Zbyszewski                                                 | 30 september 2014 |
| Lance Hunter wordt gevangengenomen door generaal Talbot, die hem tegen S.H.I.E.L.D. op probeert te zetten. Hunter weigert echter. Ondertussen gebruikt Creel zijn gave om de obelisk te absorberen. Hij wordt bezocht door Raina, die hem haar hulp aanbiedt, maar Creel weigert. Om de Obelisk uit handen van HYDRA te houden, geeft Raina S.H.I.E.L.D. Creels locatie door. Fitz en Mack bouwen een wapen dat Creel kan uitschakelen. Creel wordt met succes overmeesterd en door Coulson overgedragen aan Talbot. Raina bemachtigt de Obelisk en brengt hem naar haar huidige opdrachtgever; Skye’s vader. |            |                                       |                                                  |                                                                 |                   |
| 25 | 3          | Making Friends and Influencing People | Bobby Roth                                       | Monica Owusu-Breen                                              | 7 oktober 2014    |
| Coulson hoort van Simmons, die nu undercover bij HYDRA werkt, dat HYDRA Donnie Gill wil rekruteren als lid. Donnie heeft sinds zijn ongeluk in seizoen 1 de gave gekregen om alles om hem heen te bevriezen. S.H.I.E.L.D. vindt Gill in Marokko. HYDRA stuurt een team, waar Simmons ook bij zit, om Gill te halen. Tijdens de confrontatie blijkt dat Gill reeds door HYDRA is gevangen en gehersenspoeld toen de S.H.I.E.L.D.-academie werd overgenomen. Via een vooraf ingeprogrammeerde zin heractiveert HYDRA Gills loyaliteit. Skye is gedwongen hem uit te schakelen met een geweerschot. Simmons bewijst zich tijdens de missie genoeg voor Whitehall om haar een promotie binnen HYDRA te geven. Ondertussen hoort Skye van Ward, die nu door S.H.I.E.L.D. vast wordt gehouden, dat haar vader nog leeft en naar haar op zoek is. |            |                                       |                                                  |                                                                 |                   |
| 26 | 4          | Face My Enemy                         | Kevin Tancharoen                                 | Drew Z. Greenberg                                               | 14 oktober 2014   |
| Na een brand in een kerk in Florida, wordt in de as een schilderij gevonden met daarop dezelfde vreemde tekens die Garrett vlak voor zijn dood overal op tekende; iets waar Coulson ook door geplaagd wordt. Coulson en May gaan undercover naar een veiling om het schilderij te bemachtigen. Talbot is daar ook, en bemachtigt het schilderij eerder. Coulson stemt toe om Talbot onder vier ogen te ontmoeten en over het schilderij te onderhandelen, maar wanneer May als verkenner vooruit gaat ontdekt ze dat Talbot in werkelijkheid HYDRA-agent Bakshi is, die zich vermomd had. May wordt gevangen en haar plaats ingenomen door Agent 33, die zich nu als May vermomt. Ze probeert Coulson in een hinderlaag te lokken, maar die heeft de truc op tijd door en bevrijdt de echte May. S.H.I.E.L.D. weet met het schilderij te ontkomen. Ondertussen krijgt Raina bezoek van Whitehall, die eist dat ze hem de obelisk teruggeeft. |            |                                       |                                                  |                                                                 |                   |
| 27 | 5          | A Hen in the Wolf House               | Holly Dale                                       | Brent Fletcher                                                  | 21 oktober 2014   |
| Raina smeekt Skye’s vader om de obelisk te overhandigen, maar hij wil eerst zijn dochter zien. Wanneer Raina ontdekt dat Simmons undercover werkt bij HYDRA, zoekt ze contact met Coulson en dreigt Simmons te ontmaskeren als Coulson haar niet helpt om Skye bij haar vader te brengen. Coulson weigert en Raina maakt haar dreigement waar, maar dankzij Bobbi Morse, een andere S.H.I.E.L.D.-agent die bij HYDRA was geïnfiltreerd, weet Simmons toch te ontsnappen. Ondertussen volgen Coulson en zijn team Raina naar de schuilplaats van Skye’s vader, maar die blijkt reeds te zijn vertrokken. Wanneer Skye de buitenaardse tekens die Coulson heeft getekend ziet, herkent ze deze als een kaart van een nog onbekende locatie. Skye’s vader, beseffend dat S.H.I.E.L.D. tussen hem en zijn dochter in staat, brengt de Obelisk naar Whitehall en stelt een samenwerking voor. |            |                                       |                                                  |                                                                 |                   |
| 28 | 6          | A Fractured House                     | Ron Underwood                                    | Rafe Judkins & Lauren LeFranc                                   | 28 oktober 2014   |
| Om S.H.I.E.L.D. verder in diskrediet te brengen, valt HYDRA het kantoor van de Verenigde Naties aan en geeft S.H.I.E.L.D. de schuld van de aanval. Senator Christian Ward, de broer van Grant Ward, besluit om S.H.I.E.L.D. vogelvrij te verklaren. Coulson zoekt Christian op, en biedt hem aan om Grant aan hem te overhandigen als Christian de jacht op S.H.I.E.L.D. afblaast. Christian stemt toe, maar tijdens het gevangenentransport weet Grant te ontsnappen. Ondertussen spoort May de HYDRA-agenten die de VN aanvielen op en draagt hen over aan Talbot. |            |                                       |                                                  |                                                                 |                   |
| 29 | 7          | The Writing on the Wall               | Vincent Misiano                                  | Craig Titley                                                    | 11 november 2014  |
| Coulsons drang om de buitenaardse kaart uit te willen tekenen wordt alsmaar sterker. Wanneer een andere patiënt van Project T.A.H.I.T.I. wordt vermoord, en haar lichaam ook vol blijkt te zijn gekerfd met de symbolen, besluit Coulson om de geheugenmachine uit seizoen 1 nogmaals te gebruiken en zo andere patiënten van Project T.A.H.I.T.I. die de GH–325 kregen toegediend te vinden. Wanneer Coulson eindelijk de hele kaart te zien krijgt, verdwijnt zijn drang. De kaart blijkt van een stad te zijn die de alien uit wiens lichaam het GH–325 werd gewonnen wilde vinden. Ondertussen is Ward op de vlucht voor zowel S.H.I.E.L.D. als HYDRA, en maakt plannen om zijn broer op te zoeken. |            |                                       |                                                  |                                                                 |                   |
| 30 | 8          | The Things We Bury                    | Milan Cheylov                                    | DJ Doyle                                                        | 18 november 2014  |
| S.H.I.E.L.D. ontdekt dat Whitehall in werkelijkheid Reinhardt heet, en een nazi-wetenschapper was die experimenten deed met de obelisk voordat de SSR hem arresteerde. Hij werd in 1989 uit de gevangenis gelaten door Alexander Pierce. Na zijn vrijlating spoorde Reinhardt een vrouw op die sinds 1945 geen dag was verouderd, doodde haar, en ontdekte via autopsie op haar lichaam het geheim van haar onsterfelijkheid. Hiermee maakte hij zichzelf weer jong. Skye’s vader vindt het stoffelijk overschot van deze vrouw, beseft dat ze zijn echtgenote was, en zweert wraak op Whitehall. Ward vermoordt klaarblijkelijk zijn broer en ouders, en sluit zich ook bij Whitehall aan. Ondertussen spoort Coulson de verborgen stad van de kaart op. Hij wordt bezocht door Skye’s vader, die hem vertelt dat de Obelisk, die hij zelf De Diviner noemt, in deze stad thuishoort. |            |                                       |                                                  |                                                                 |                   |
| 31 | 9          | ...Ye Who Enter Here                  | Billy Gierhart                                   | Paul Zbyszewski                                                 | 2 december 2014   |
| het team splitst zich in in 2 groepen; Coulson, Mack en Morse gaan op zoek naar de verborgen stad, welke onder San Juan ligt, en May, Skye en Hunter schieten Raina te hulp, die wordt ontvoerd door HYDRA. Raina vertelt Skye dat zij beiden twee van de mensen zijn die de Diviner kunnen hanteren zonder erdoor te worden versteend, en dus de tempel in de stad binnen kunnen gaan. Ze onthult ook dat de Diviner gebouwd is door een buitenaards ras genaamd de Kree. Voordat ze de rest van het team kunnen waarschuwen, worden ze aangevallen door Ward. Hij belooft het team te zullen laten gaan als Skye met hem meekomt. Wanneer Whitehall ontdekt dat Ward zijn bevel om S.H.I.E.L.D. uit te schakelen niet heeft opgevolgd, geeft hij Agent 33 opdracht de klus af te maken. |            |                                       |                                                  |                                                                 |                   |
| 32 | 10         | What They Become                      | Michael Zinberg                                  | Jeffrey Bell                                                    | 9 december 2014   |
| May kan voorkomen dat hun vliegtuig wordt neergeschoten door HYDRA. Ward brengt Skye naar haar vader, die zichzelf identificeert als Cal. Hij vertelt haar dat haar echte naam Daisy is, en dat Whitehall haar moeder heeft vermoord. Whitehall arriveert met een team en schakelt Cal uit, maar wordt zelf gedood door Coulson. Cal, razend dat hij zijn vrouw nu niet zelf kan wreken, valt Coulson aan, totdat Skye hem dwingt te vertrekken. Vervolgens gaat ze met Raina en de Diviner de tempel binnen. Triplett kan nog net de tempel binnenglippen voordat deze zich sluit. In de tempel opent de Diviner zich, en blijkt een soort kristal te bevatten. Het kristal doodt Triplett en vangt Raina en Skye in cocons. Skye weet uit te breken wanneer ze plots over de gave om aardbevingen op te wekken blijkt te beschikken. Ondertussen krijgt elders een man zonder ogen van een tweede Diviner te horen dat “er een nieuw iemand is”. |            |                                       |                                                  |                                                                 |                   |
| 33 | 11         | Aftershocks                           | Billy Gierhart                                   | Marissa Tancharoen & Jed Whedon                                 | 3 maart 2015      |
| Na de dood van Triplett zoekt Coulson een manier om terug te slaan tegen Hydra, die overwegen om Bakshi de leiderschapspositie van Whitehall over te nemen. S.H.I.E.L.D. zet een plan in werking waardoor Bakshi ontsnapt en hen naar alle hoge Hydra-agenten leidt, die vervolgens gedood worden. In San Juan laat S.H.I.E.L.D. de buitenaardse stad overstromen, maar niet voordat een getransformeerde Raina, die er nu monsterlijk uitziet, ontsnapt. Wanneer Cal haar de rug toekeert en haar eraan herinnert dat ze nu heeft wat ze wilde, probeert Raina zelfmoord te plegen, maar ze wordt meegenomen door de man zonder ogen, Gordon, die kan teleporteren. Fitz en Skye realiseren zich dat Skye ook getransformeerd is – zij had de aardbeving in San Juan veroorzaakt, maar heeft geen controle over deze kracht. Fitz besluit haar geheim te bewaren en verbergt de waarheid voor de rest van het team. Onderhand scant een modelauto die Mack gebouwd had Coulsons kantoor en vindt het kistje dat de vorige S.H.I.E.L.D.-directeur Nick Fury aan hem gaf. Mack, die de plattegronden van het S.H.I.E.L.D.-hoofdkwartier aan het bestuderen is, meldt dit in het geheim aan Morse. |            |                                       |                                                  |                                                                 |                   |
| 34 | 12         | Who You Really Are                    | Roxann Dawson                                    | Drew Z. Greenberg                                               | 10 maart 2015     |
| S.H.I.E.L.D. wordt ingeschakeld om Lady Sif te helpen, die aan geheugenverlies lijdt, voor het laatst gezien was terwijl ze vocht tegen een ontzettend sterke man en op zoek is naar iets genaamd "Kava", waarvan ze later ontdekken dat dat de plaats is waar Whitehall de Diviner vond. Daar vangen ze de man, die Sifs geheugen herstelt en zich voorstelt als een Kree genaamd Vin-Tak, die naar de aarde is gekomen om alle Diviners op aarde te vernietigen en degenen die erdoor beïnvloed zijn te doden. Hij vertelt tevens dat de Kree de diviners ooit ontwierpen in de hoop op aarde een leger supermensen te scheppen. Wanneer Skyes krachten onhuld worden, proberen Sif en Vin-Tak haar te vangen, maar Morse schakelt Vin-Tak uit en wist zijn geheugen met het Kree-wapen, terwijl Coulson Sif ervan overtuigt dat ze Skye met rust moet laten. Sif brengt Vin-Tak terug naar zijn thuisplaneet en waarschuwt Coulson dat de Kree geen probleem meer zullen zijn, maar dat Skye een groter gevaar kan zijn dan hij beseft. Onderhand probeert Morse haar nieuwe relatie met Hunter te beëindigen wanneer Mack haar waarschuwt dat hij te dichtbij komt, maar Hunter confronteert Mack over dit en zijn verdenkingen dat Mack en Morse iets verbergen, waardoor Mack gedwongen is hem buiten westen te slaan. |            |                                       |                                                  |                                                                 |                   |
| 35 | 13         | One of Us                             | Kevin Tancharoen                                 | Monica Owusu-Breen                                              | 17 maart 2015     |
| Cal rekruteert een groep gevaarlijke individuen uit S.H.I.E.L.D.'s Gifted Index om zijn wraak te plannen. Coulson en Morse doen onderzoek, en worden naar Coulsons geboorteplaats Manitowi geleid, waar de criminelen een sportveld hebben gegijzeld. May roept de hulp in van Dr. Andrew Garner, haar ex-man en een psycholoog, om met Skye te werken, die zelf nu op de Index staat. Tijdens een van Garners gesprekken met Skye, vereist Coulson back-up, en vraagt May om de Bus naar Manitowoc te vliegen, met Garner en Skye aan boord. Op het sportveld wordt Coulson geconfronteerd door Cal, terwijl May arriveert en bluft dat ze Skye zal doden. Tijdens de confrontatie verschijnt Gordon teleporteert weg met Cal. Terwijl Coulsons team Cals groep overmeestert, begint Skye bevingen te veroorzaken, en stopt direct door haar krachten in haar lichaam te leiden, wat breuken in haar botten veroorzaakt. Ergens anders verbergt Mack Hunter op een schuilplaats totdat ze worden opgehaald door een organisatie die Mack "het echte S.H.I.E.L.D." noemt, en Gordon neemt Cal mee naar zijn leidinggevenden, die hem kleineren omdat hij wetenschap gebruikt om zijn kracht te vergroten. |            |                                       |                                                  |                                                                 |                   |
| 36 | 14         | Love in a Time of Hydra               | Jesse Bochco                                     | Brent Fletcher                                                  | 24 maart 2015     |
| Op aanbeveling van Garner haalt Coulson Skye uit actieve dienst en laat haar achter op een schuilplaats met handschoenen die ontworpen zijn om haar te helpen haar krachten te onderdrukken en vraagt haar om de tijd te nemen om te leren hoe ze haar krachten in bedwang te houden. Ward en Agent 33 sporen de man op die het masker van Agent 33 heeft gemaakt. Hij repareert haar masker zodat ze haar oorspronkelijke gezicht weer aan kan nemen en haar uiterlijk naar believen kan veranderen. Hiermee infiltreren ze Talbots basis en halen Bakshi uit de gevangenis, die door S.H.I.E.L.D. aan Talbot was uitgeleverd als teken van goede wil. Van Bakshi leren ze over Agent 33's leven voordat hij haar hersenspoelde, inclusief haar naam, Kara, en vervolgens hersenspoelen ze hem zelf. Mack stelt Hunter voor aan Robert Gonzales en de leiders van "het echte S.H.I.E.L.D.", dat gebouwd werd op het ideaal van transparantie in plaats van Fury's constante geheimhouding. Ze zien Coulson en zijn grillige gedrag als een bedreiging, en wanneer Hunter ontsnapt, besluit Morse direct om Coulsons team aan te vallen. |            |                                       |                                                  |                                                                 |                   |
| 37 | 15         | One Door Closes                       | David Solomon                                    | Lauren LeFranc & Rafe Judkins                                   | 31 maart 2015     |
| Gordon zoekt Skye op in haar schuilplaats, en biedt aan om haar naar een veilige plek waar ze haar krachten kan leren beheersen te brengen. Coulson ontdekt ondertussen dat Mack een spion is. Morse steelt een computerkubus genaamd Fury's gereedschapskist (toolbox), welke door Fury aan Coulson was gegeven, en zorgt dat "het echte S.H.I.E.L.D." de basis kan binnendringen. May helpt Coulson ontsnappen alvorens zich over te geven aan Gonzales. Gonzales laat tevens een team uitrukken om Skye in te rekenen. Uit zelfverdediging verwondt Skye per ongeluk meerdere agenten. Geschrokken over wat ze kan doen, staat ze toe dat Gordon haar meeneemt. Coulson zoekt ondertussen contact met de ontsnapte Hunter. |            |                                       |                                                  |                                                                 |                   |
| 38 | 16         | Afterlife                             | Kevin Hooks                                      | Craig Titley                                                    | 7 april 2015      |
| Gordon brengt Skye naar Afterlife; een locatie in China waar mensen die de potentie hebben om de verandering tot Inhuman te ondergaan worden onderworpen aan een selectieproces, en, indien ze worden uitgekozen, mogen transformeren en hun krachten leren beheersen. De oprichter van Afterlife, Jiaying, wordt Skye’s mentor, terwijl Gordon Raina begeleid. Bij S.H.I.E.L.D. dient Fitz zijn ontslag in omdat hij zich niet kan vinden in de praktijken van Gonzales. In werkelijkheid is dit slechts een smoes om Fury’s gereedschapskist de basis uit te smokkelen. Coulson en Hunter stelen een Quinjet met behulp van agent Mike Peterson. Samen besluiten ze HYDRA te infiltreren, maar de enige die hen hier klaarblijkelijk bij kan helpen is Ward. |            |                                       |                                                  |                                                                 |                   |
| 39 | 17         | Melinda                               | Garry A. Brown                                   | DJ Doyle                                                        | 14 april 2015     |
| May krijgt van Gonzales de leiding over Coulsons oude basis. Ze ontdekt dat Coulson in het geheim een andere basis bezig was te bouwen, en vermoeden bestaat dat Coulson bezig was een leger supermensen op te richten. In Afterlife wordt Skye vrienden met de Inhuman Lincoln, en leert de ware aard van haar krachten; ze kan de natuurlijke resonantie van objecten manipuleren en vergroten. Jiaying onthuld dat ze Skye’s moeder is, die door Cal weer in elkaar werd gezet nadat Whitehall haar had ontleed. Ze kon zich echter al snel niet meer vinden in Cals levensstijl en heeft Afterlife opgericht andere Inhumans een veilig thuis te bieden. Hun relatie moet echter geheim blijven, vooral omdat Skye eigenlijk niet uitverkozen was om een Inhuman te mogen worden, en dus door vrijwel iedereen gewantrouwd wordt. In het verleden heeft een andere Inhuman al eens haar dochter zonder instemming van Jiaying de verandering laten ondergaan. Dit meisje werd toen een monster dat zich voedde met de pijn van mensen, en uiteindelijk door May uitgeschakeld werd; iets waar May nog altijd door getraumatiseerd is. Fitz zoekt contact met Coulson om hem Fury’s gereedschapskist te geven. |            |                                       |                                                  |                                                                 |                   |
| 40 | 18         | The Frenemy of My Enemy               | Karen Gaviola                                    | Monica Owusu-Breen & Paul Zbyszewski                            | 21 april 2015     |
| Cal kan niet in Afterlife blijven omdat hij geen echte Inhuman is, maar Skye wil hem niet zomaar de deur wijzen en stemt toe in elk geval een keer met hem op stap te gaan. Dit vooral omdat ze weet hoe gevaarlijk Cal kan worden als hij kwaad is. Eenmaal buiten Afterlife zoekt ze contact met May om Cal in te laten rekenen. Buiten haar weten om volgt Lincoln hen. Coulson, Fitz, Hunter en Peterson contacteren ondertussen Ward en Kara, die instemmen om te helpen HYDRA te infiltreren in ruil voor een volledig pardon van al Wards misdaden. Ze laten de nu gehersenspoelde Bakshi contact zoeken met Dr. List, een van de huidige topmannen van HYDRA. Dr. List blijkt op de hoogte van Gordon, en wil hem gevangennemen. Uiteindelijk komen alle partijen samen in Cals oude kantoor. Mike Peterson en Lincoln verwonden elkaar in een gevecht en worden beide gevangen door HYDRA. Gordon teleporteert Skye en Cal weer weg voordat Coulson met Skye kan praten. Coulson geeft zich over wanneer Bobbi en Mack hem komen arresteren. |            |                                       |                                                  |                                                                 |                   |
| 41 | 19         | The Dirty Half Dozen                  | Kevin Tancharoen                                 | Brent Fletcher & Drew Z. Greenberg                              | 28 april 2015     |
| Coulson wordt terug naar S.H.I.E.L.D. gebracht, en biedt aan om met zijn team Lists basis op de zuidpool binnen te dringen om Peterson en Lincoln te bevrijden. Raina krijgt een visioen waarin ze Skye Lincoln ziet redden, en overtuigd Gordon om Skye naar S.H.I.E.L.D. te brengen. Herenigd met May, Coulson, Fitz, Simmons en Ward (die, zo blijkt, dr. Bakshi nog altijd in zijn macht heeft) infiltreert ze de Hydra basis. Simmons en Ward redden Peterson, maar nadien probeert Simmons Ward te doden voor zijn verraad. Bakshi offert zich op om Ward te beschermen. Skye vindt Lincoln, en Coulson ontdekt cruciale informatie over de verblijfplaats van Hydra-leider Baron Wolfgang von Strucker. Hij speelt deze informatie door aan Maria Hill zodat ze de Avengers kan informeren. S.H.I.E.L.D. verlaat de basis samen met Peterson, Lincoln en Kara, waarna de basis vernietigd wordt. Ondertussen, in Afterlife, stemt Jiaying in dat Cal nog een tijdje mag blijven, en krijgt Raina een visioen waarin ze Ultron steden ziet vernietigen. |            |                                       |                                                  |                                                                 |                   |
| 42 | 20         | Scars                                 | Bobby Roth                                       | Rafe Judkins & Lauren LeFranc                                   | 5 mei 2015        |
| Coulson onthuld aan de raad van bestuur van het nieuwe S.H.I.E.L.D. dat hij een helicarrier tot zijn beschikking heeft. De raad en Coulson stemmen in hun twee fracties weer tot 1 S.H.I.E.L.D. te voegen. Raina ziet in een visioen dat S.H.I.E.L.D. een oud Kree-wapen bezit, wat mogelijk de Inhumans kan doden. Dit wapen heeft de gedaante van een zwarte monoliet, die op onregelmatige momenten vloeibaar wordt. Gordon en Raina vinden dit wapen na enig zoeken in Gonzales’ schip, maar ze worden betrapt en zodra Gordon teleporteert, gebruikt S.H.I.E.L.D. technologie buitgemaakt van HYDRA om te zien waar hij heen gaat. Zodoende ontdekt S.H.I.E.L.D. de locatie van Afterlife. Na bemiddeling van Skye stemt Jiaying in om een afgevaardigde van S.H.I.E.L.D. te ontmoeten. Gonzales gaat namens S.H.I.E.L.D. naar haar toe, maar eenmaal daar onthuld Jiaying dat ze geen intentie heeft om vrede met S.H.I.E.L.D. te sluiten. Ze doodt Gonzales en schiet vervolgens zichzelf neer om de Inhumans te laten denken dat S.H.I.E.L.D. oorlog wil. Ondertussen lokt Kara agent Morse in een hinderlaag, en ze wordt gevangengenomen door Ward. |            |                                       |                                                  |                                                                 |                   |
| 43 + 44 | 21 + 22    | S.O.S.                                | Vincent Misiano (deel 1) Billy Gierhart (deel 2) | Jeffrey Bell (deel 1) Jed Whedon & Maurissa Tancharoen (deel 2) | 12 mei 2015       |
| Jiayings plan om de Inhumans op te zetten tegen S.H.I.E.L.D. slaagt, en het S.H.I.E.L.D. team moet Afterlife ontvluchten. Skye blijft achter. Later die avond hoort ze hoe Raina op de hoogte is van Jiayings plan en dreigt haar te zullen ontmaskeren, en ziet hoe Jiaying Raina vermoord. Hierdoor begint ze te beseffen wat voor iemand haar moeder werkelijk is. Cal geeft zich over aan S.H.I.E.L.D. bij wijze van vredesoffer, maar dit blijkt slechts een smoes zodat hij hun basis binnen kan dringen en deze van binnenuit kan vernietigen. Coulson weet echter tot hem door te dringen en hem in te laten zien dat Jiaying het ware kwaad is, en een bedreiging voor Skye. Cal onthuld meer over Jiaying; de reden dat ze nooit verouderd en zo snel geneest, is omdat ze de levenskracht van anderen kan stelen. Vroeger deed ze dit enkel bij vrijwilligers en nooit meer dan nodig, maar sinds Whitehall haar als proefkonijn gebruikte is ze meedogenloos geworden. Ze geeft niks meer om gewone mensen. Cal heeft zichzelf tot een supermens gemaakt met een serum om zo in de gratie te blijven bij haar. Cal stemt in om S.H.I.E.L.D. te helpen Jiaying te stoppen. Die is met haar team van Inhumans ondertussen naar een S.H.I.E.L.D. schip afgereisd en neemt dit over. Haar doel is om al het S.H.I.E.L.D. personeel naar dit schip te lokken, en dan met Terrigan kristallen (waarmee Inhumans hun transformatie ondergaan) te vermoorden. Skye wil haar tegenhouden, maar wordt opgesloten. Fitz, Mack, Coulson en Cal infiltreren het schip en schakelen de Inhumans uit, geholpen door Lincoln. Skye gooit het vliegtuig met de kristallen aan boord in zee, waarna Cal Jiaying doodt voordat ze Skye iets aan kan doen. Coulson verliest een hand wanneer hij een Terrigan Kristal opvangt en langzaam begint te verstenen. Ondertussen zijn May en Hunter met een team agenten op zoek naar Morse, die gemarteld wordt door Ward en Kara. Morse wordt bevrijd en Kara komt om in het gevecht. Ward kan ontsnappen. Terug op de basis laat Cal S.H.I.E.L.D. zijn geheugen wissen zodat hij een nieuw leven kan beginnen. Skye krijgt het commando over een nieuw team van agenten met superkrachten. May trekt zich even terug van S.H.I.E.L.D., en Ward begint een nieuw team voor zichzelf te vormen bestaande uit voormalige HYDRA-agenten. Simmons onderzoekt de monoliet, maar wordt erdoor geabsorbeerd. |            |                                       |                                                  |                                                                 |                   |

## Seizoen 3
| Nr. | Titel | Aflevering             | Regisseur        | Schrijver(s)                      | Datum uitzending  |
| --- | ----- | ---------------------- | ---------------- | --------------------------------- | ----------------- |
| 45 | 1     | Laws of Nature         | Vincent Misiano  | Jed Whedon & Maurissa Tancharoen  | 29 september 2015 |
| sinds de Terrigan Kristallen in zee zijn gevallen, opgelost, en in het zeeleven zijn opgenomen, worden wereldwijd steeds meer mensen door blootstelling aan de Terrigan materie Inhumans. Zo ook Joey Gutierrez, een man die nu plots metaal kan laten smelten. Hij wordt opgejaagd door een nieuw overheidsteam dat deze Inhumans moet vangen: Advanced Threat Containment Unit. S.H.I.E.L.D. vindt hem echter eerst en brengt hem in veiligheid. Daisy besluit Lincoln, die nu een normaal leven als arts op probeert te bouwen, erbij te halen om deze nieuwe Inhumans te helpen, maar hij heeft geen interesse. Beide worden in het ziekenhuis waar Lincoln nu werkt aangevallen door Lash, een monsterlijke Inhuman die op andere Inhumans jaagt. Hoewel aan hem kunnen ontsnappen, is Lincolns nieuwe leven onmogelijk geworden. Ondertussen heeft Phil Coulson een ontmoeting met Rosalind Price, de leider van ATCU, en is Leo Fitz op zoek naar een manier om Jemma terug te halen. Hij bemachtigd een oud stuk perkament dat mogelijk de sleutel is tot het doorgronden van de monoliet. Dit blijkt Jemma naar een andere planeet te hebben gestuurd. |       |                        |                  |                                   |                   |
| 46 | 2     | Purpose in the Machine | Kevin Tancharoen | DJ Doyle                          | 6 oktober 2015    |
| Grant Ward besluit om HYDRA, die sinds de gebeurtenissen uit Avengers: Age of Ultron zwaar versplintert is geraakt, weer op te bouwen. Hij rekruteert Werner von Strucker voor dit doel. Ondertussen maakt Lance zich op om Ward op te sporen en desnoods te doden voor wat hij gedaan heeft met Morse. Hij weet met moeite May, die nog altijd niet teruggekeerd is bij S.H.I.E.L.D., zover te krijgen dat ze hem meehelpt. Fitz roept de hulp in van de Asgardiaan Elliot Randolph om de monoliet te activeren en Jemma terug te halen. Dit lukt uiteindelijk, maar na de redding valt de monoliet in brokken uiteen. |       |                        |                  |                                   |                   |
| 47 | 3     | A Wanted (Inhu)man     | Garry A. Brown   | Monica Owusu-Breen                | 13 oktober 2015   |
| De ATCU is Lincoln op het spoor, en maakt zijn profiel openbaar zodat hij nergens meer kan onderduiken. Lincoln belt noodgedwongen Daisy (Skye) om hulp. Coulson ontmoet Price weer en stelt, nadat hij ontdekt dat Daisy ook op de ATCU’s lijst van gezochten staat, een samenwerking voor om de Inhumans op te sporen. Hunter en May beginnen met hun plan om te infiltreren in HYDRA door zichzelf te bewijzen als waardige rekruten in een gevecht tot de dood. Fitz probeert Jemma te helpen te rehabiliteren na haar ervaringen op de planeet waar ze is geweest, maar Jemma is vastberaden om naar de planeet terug te keren. |       |                        |                  |                                   |                   |
| 48 | 4     | Devils You Know        | Ron Underwood    | Paul Zbyszewski                   | 20 oktober 2015   |
| Coulsons team en de ATCU sporen Lash op met behulp van Alisha, een Inhuman uit Afterlife. Ze ontdekken hierbij Dwight Frye, een Inhuman die als ze nabij andere Inhumans is gezondheidsproblemen krijgt. Lash doodt haar en verwondt Mack, maar spaart Daisy. Daisy is getuige van hoe Lash na zijn daad veranderd in een normaal ogend mens. Hunter en May weten eindelijk Ward op te sporen, maar hij houdt hen in het gareel met de dreiging dat Strucker May’s ex-man Andrew Garner zal vermoorden als hem iets overkomt. Hunter wil zich niet laten intimideren en schiet Ward in de schouder, en Strucker maakt zijn dreigement klaarblijkelijk waar. Ondertussen laat Jemma Fitz weten dat ze naar de andere planeet moet terugkeren vanwege iets dat haar daar is overkomen. |       |                        |                  |                                   |                   |
| 49 | 5     | 4,722 Hours            | Jesse Bochco     | Craig Titley                      | 27 oktober 2015   |
| Deze aflevering toont hoe het Simmons verging in de 6 maanden dat ze op de buitenaardse planeet verbleef. Met moeite weet ze zichzelf in leven te houden met de schaarse hulpmiddelen die de planeet te bieden heeft. Ze ontmoet Will Daniels; een astronaut van NASA die 14 jaar terug met een team door de monoliet naar deze planeet kwam, en sindsdien al hier vast zit. Samen berekenen ze waar de volgende poort terug naar Aarde zal verschijnen, maar de planeet wil hen niet laten vertrekken. Zo worden ze bijvoorbeeld opgejaagd door een wezen genaamd 'Het'. Uiteindelijk ontsnapt Simmons van de planeet met hulp van Fitz, maar Will blijft achter. Aan het eind van de aflevering heeft Simmons haar verhaal aan Fitz verteld, die instemt haar te helpen de monoliet te herstellen. |       |                        |                  |                                   |                   |
| 50 | 6     | Among Us Hide...       | Dwight Little    | Drew Z. Greenberg                 | 3 november 2015   |
| Andrew Garner heeft de aanslag overleefd, maar vanwege zijn roekeloze gedrag wordt Hunter van de zaak gehaald. May spant samen met Morse om Ward op te sporen. Ze gaan allereerst op zoek naar Strucker, die nu zijn aanslag op Garner is mislukt op de vlucht is geslagen voor Ward. Ondertussen krijgt Coulson Price eindelijk zover dat ze hem een rondleiding geeft door het hoofdkantoor van ATCU, waar de gevangen Inhumans in schijndode toestand worden bewaard tot een geneesmiddel voor hun mutatie gevonden kan worden. Johnson, Mack, en Hunter verdenken ATCU-agent Banks ervan in werkelijkheid Lash te zijn, maar hun verdenkingen blijken onterecht. May en Morse vinden Strucker in het appartement van Gideon Malick, een van de nog resterende kopstukken van HYDRA. Wanneer May hem ondervraagt, biecht Strucker op waarom zijn aanslag op Garner mislukte; Garner is in werkelijkheid Lash. |       |                        |                  |                                   |                   |
| 51 | 7     | Chaos Theory           | David Solomon    | Lauren LeFranc                    | 10 november 2015  |
| 52 | 8     | Many Heads, One Tale   | Garry A. Brown   | Jed Whedon & DJ Doyle             | 17 november 2015  |
| 53 | 9     | Closure                | Kate Woods       | Brent Fletcher                    | 1 december 2015   |
| 54 | 10    | Maveth                 | Vincent Misiano  | Jeffrey Bell                      | 8 december 2015   |
| 55 | 11    | Bouncing Back          | Ron Underwood    | Monica Owusu-Breen                | 8 maart 2016      |
| 56 | 12    | The Inside Man         | John Terlesky    | Craig Titley                      | 15 maart 2016     |
| 57 | 13    | Parting Shot           | Michael Zinberg  | Paul Zbyszewski                   | 22 maart 2016     |
| 58 | 14    | Watchdogs              | Jesse Bochco     | Drew Z. Greenberg                 | 29 maart 2016     |
| 59 | 15    | Spacetime              | Kevin Tancharoen | Maurissa Tancharoen & Jed Whedon  | 5 april 2016      |
| 60 | 16    | Paradise Lost          | Wendey Stanzler  | George Kitson & Sharla Oliver     | 12 april 2016     |
| 61 | 17    | The Team               | Elodie Keene     | DJ Doyle                          | 19 april 2016     |
| 62 | 18    | The Singularity        | Garry A. Brown   | Lauren LeFranc                    | 26 april 2016     |
| 63 | 19    | Failed Experiments     | Wendey Stanzler  | Brent Fletcher                    | 3 mei 2016        |
| 20 | 20    | Emancipation           | Vincent Misiano  | Craig Titley                      | 10 mei 2016       |
| 65 | 21    | Absolution             | Billy Gierhart   | Chris Dingess & Drew Z. Greenberg | 17 mei 2016       |
| 66 | 22    | Ascension              | Kevin Tancharoen | Jed Whedon                        | 17 mei 2016       |

## Seizoen 4
| Nr. | Titel | Aflevering                     | Regisseur          | Schrijver(s)                     | Datum uitzending  |
| --- | ----- | ------------------------------ | ------------------ | -------------------------------- | ----------------- |
| 67  | 1     | The Ghost                      | Billy Gierhart     | Jed Whedon & Maurissa Tancharoen | 20 september 2016 |
| 68  | 2     | Meet the New Boss              | Vincent Misiano    | Drew Z. Greenberg                | 27 september 2016 |
| 69  | 3     | Uprising                       | Magnus Martens     | Craig Titley                     | 11 oktober 2016   |
| 70  | 4     | Let Me Stand Next to Your Fire | Brad Turner        | Matt Owens                       | 18 oktober 2016   |
| 71  | 5     | Lockup                         | Kate Woods         | Nora Zuckerman & Lilla Zuckerman | 25 oktober 2016   |
| 72  | 6     | The Good Samaritan             | Billy Gierhart     | Jeffrey Bell                     | 1 november 2016   |
| 73  | 7     | Deals with Our Devils          | Jesse Bochco       | DJ Doyle                         | 28 november 2016  |
| 74  | 8     | The Laws of Inferno Dynamics   | Kevin Tancharoen   | Paul Zbyszewski                  | 6 december 2016   |
| 75  | 9     | Broken Promises                | Garry A. Brown     | Brent Fletcher                   | 10 januari 2017   |
| 76  | 10    | The Patriot                    | Kevin Tancharoen   | James C. Oliver & Sharla Oliver  | 17 januari 2017   |
| 77  | 11    | Wake Up                        | Jesse Bochco       | Drew Z. Greenberg                | 24 januari 2017   |
| 78  | 12    | Hot Potato Soup                | Nina Lopez-Corrado | Craig Titley                     | 31 januari 2017   |
| 79  | 13    | BOOM                           | Billy Gierhart     | Nora Zuckerman & Lilla Zuckerman | 7 februari 2017   |
| 80  | 14    | The Man Behind the Shield      | Wendey Stanzler    | Matt Owens                       | 14 februari 2017  |
| 81  | 15    | Self Control                   | Jed Whedon         | Jed Whedon                       | 21 februari 2017  |
| 82  | 16    | What If...                     | Oz Scott           | DJ Doyle                         | 4 april 2017      |
| 83  | 17    | Identity and Change            | Garry A. Brown     | George Kitson                    | 11 april 2017     |
| 84  | 18    | No Regrets                     | Eric Laneuville    | Paul Zbyszewski                  | 18 april 2016     |
| 85  | 19    | All the Madame's Men           | Billy Gierhart     | James C. Oliver & Sharla Oliver  | 25 april 2016     |
| 86  | 20    | Farewell, Cruel World!         | Vincent Misiano    | Brent Fletcher                   | 2 mei 2017        |
| 87  | 21    | The Return                     | Kevin Tancharoen   | Maurissa Tancharoen & Jed Whedon | 9 mei 2017        |
| 88  | 22    | World's End                    | Billy Gierhart     | Jeffrey Bell                     | 16 mei 2017       |

## Seizoen 5
| Nr. | Titel | Aflevering                   | Regisseur                  | Schrijver(s)                                    | Datum uitzending |
| --- | ----- | ---------------------------- | -------------------------- | ----------------------------------------------- | ---------------- |
| 89  | 1     | Orientation Part 1           | Jesse Bochco               | Jed Whedon & Maurissa Tancharoen                | 1 december 2017  |
| 90  | 2     | Orientation Part 2           | David Solomon              | DJ Doyle                                        | 1 december 2017  |
| 91  | 3     | A Life Spent                 | Kevin Hooks                | Nora Zuckerman & Lilla Zuckerman                | 8 december 2017  |
| 92  | 4     | A Life Earned                | Stan Brooks                | Drew Z. Greenberg                               | 15 december 2017 |
| 93  | 5     | Rewind                       | Jesse Bochco               | Craig Titley                                    | 22 december 2017 |
| 94  | 6     | Fun & Games                  | Clark Gregg                | Brent Fletcher                                  | 5 januari 2018   |
| 95  | 7     | Together or Not at All       | Brad Turner                | Matt Owens                                      | 12 januari 2018  |
| 96  | 8     | The Last Day                 | Nina Lopez-Corrado         | James C. Oliver & Sharla Oliver                 | 19 januari 2018  |
| 97  | 9     | Best Laid Plans              | Garry A. Brown             | George Kitson                                   | 26 januari 2018  |
| 98  | 10    | Past Life                    | Eric Laneuville            | DJ Doyle                                        | 2 februari 2018  |
| 99  | 11    | All the Comforts of Home     | Kate Woods                 | Drew Z. Greenberg                               | 2 maart 2018     |
| 100 | 12    | The Real Deal                | Kevin Tancharoen           | Jed Whedon & Maurissa Tancharoen & Jeffrey Bell | 9 maart 2018     |
| 101 | 13    | Principia                    | Brad Turner                | Craig Titley                                    | 16 maart 2018    |
| 102 | 14    | The Devil Complex            | Nina Lopez-Corrado         | Matt Owens                                      | 23 maart 2018    |
| 103 | 15    | Rise and Shine               | Jesse Bochco               | Iden Baghdadchi                                 | 30 maart 2018    |
| 104 | 16    | Inside Voices                | Salli Richardson-Whitfield | Mark Leitner                                    | 6 april 2018     |
| 105 | 17    | The Honeymoon                | Garry A. Brown             | James C. Oliver & Sharla Oliver                 | 13 april 2018    |
| 106 | 18    | All Roads Lead...            | Jennifer Lynch             | George Kitson                                   | 20 april 2018    |
| 107 | 19    | Option Two                   | Kevin Tancharoen           | Nora Zuckerman & Lilla Zuckerman                | 27 april 2018    |
| 108 | 20    | The One Who Will Save Us All | Cherie Gierhart            | Brent Fletcher                                  | 4 mei 2018       |
| 109 | 21    | The Force of Gravity         | Kevin Tancharoen           | Drew Z. Greenberg & Craig Titley                | 11 mei 2018      |
| 110 | 22    | The End                      | Jed Whedon                 | Jed Whedon & Maurissa Tancharoen                | 16 mei 2018      |